# 쿠헬 아커만
쿠셸 아커만(영어: Kuchel Ackerman 일본어: クシェル • アッカーマン)은 만화 《 진격의 거인 》의 등장인물이다. 카를 프리츠 시대까지 엘디아 제국의 왕을 호위하던 무신 가문 아커만 일족 종가의 둘째이자 장녀였다. 월 시나의 왕도 미트라스 지하에 위치한 무법지대인 지하도시에서 성을 파는 것으로 돈을 벌어들인 매춘부로 활동했다. 왕도에서 절단마 케니라는 도시전설로 악명이 자자한 연쇄살인마 케니 아커만의 여동생으로 조사병단의 병장인 리바이 아커만의 친어머니이다. 카를 프리츠가 실시한 아커만 일족을 향한 대대적인 탄압 정책의 압제와 박해에 시달려 오빠인 케니 아커만과 할아버지를 비롯한 일가족을 버리고 가출하다가 왕도 미트라스의 지하도시 사창가에 정착하여 올랭피아(영어: Olympia, 일본어: オランピア)라는 가명의 매춘부로 돈을 벌며 숨어 살았다. 성매매로 근근이 생계를 이어가다 한 남자 고객과 색을 나누다 예상치 못한 임신을 하고, 본인의 의지에 따라 출산을 택하여 아들 리바이 아커만을 낳는다. 그 뒤로 범죄가 우글거리는 지하도시에서 약 6년간 리바이를 홀로 양육하다가 지병에 걸려 사망했다.

## 외형
아커만 일족 특유의 날카롭고 선이 가늘어 보이는 눈매와 뾰족하게 각진 턱, 길게 늘어뜨린 흑발을 갖춘 단아한 외모의 여성이다. 키는 164cm로 유일한 혼외자식인 리바이보다 4cm 크다. 몸무게 43kg의 평균 이하의 마른 체형을 가졌다.
할아버지와 혈육이자 유일무이한 자손이었던 리바이 아커만과 굉장히 판박이인 얼굴을 자랑한다. 여성형 리바이 아커만이라고 해도 과언이 아닌 외모를 지녔다. 가냘프고 온화하며 연약한 인상을 하고 있다. 매사 어딘가를 노려 보는 듯한 삐딱하고 무표정한 눈빛을 띄우는 리바이와 다른 특징. 아들인 리바이의 외견은 어머니 쿠셸에게서 대부분의 요소를 고스란히 물려 받았다는 것을 명백히 맨눈으로도 볼 수 있다. 반면에 형제이자 친오빠인 케니 아커만하고는 일족의 개성이자 트레이드마크인 날카로운 눈매를 제외하면 동생과 닮은 면은 하나도 없이 기다란 달걀형 얼굴을 갖추었다.

## 행적

### 아커만 가문의 둘째로 출생하다
쿠헬 아커만은 아커만 일족 종가 출신의 둘째이자 유일한 딸로 태어났다.손위 형제로는 케니 아커만이 있었다. 위로는 아커만 일족을 어떻게 해서든지 프리츠 왕정으로부터 구해 주려 했던 할아버지가 있었고, 할아버지와 미카사 아커만의 조상이 되는 가문의 분가 혈족들, 오라비와 함께 현 왕정 체제에 의해 극심한 억압을 받는 고통스러운 삶 속에 근근히 버텨갔었다.

### 불우하고 암울한 나날들
하지만 할아버지의 처절한 노력을 통해서도 아커만 일족은 변함 없이 프리츠 왕정의 아커만과 아즈마비토 가문 탄압 정책 유지로 인해 어디서도 당당하게 가문의 성씨도 드러내지 못하고 핍박 받으며 살아야 했다. 이런 절망적인 박해와 맞물려 구성원 수도 줄어들기에 이르렀고 결국 쿠셸과 케니가 성년이 되었을 즈음에는 아예 멸문 직전에 봉착한다. 사연을 알 수 없는 어떤 사건을 계기로 결국 살아가던 종가에서 가출하고 할아버지와 오라비, 혈족들과 이별한다. 패망징조가 짙어지며 살수록 절대로 곱지 못한 고생길만 부담되는 아커만 일족으로서의 삶이 괴로운 나머지 이제 자기 뜻대로 살아가리라 마음 먹고 이판사판으로 가출한 것으로 보인다.

### 이판사판 끝에 사창가를 선택하다
쿠셸은 아커만과 관련된 성씨나 단서라면 집요하게 쫓아오는 중앙 헌병단을 피해 정부의 관할에서도 벗어난 월 시나의 지하도시로 도망쳐서 본명인 쿠셸 아커만이 아니라 올랭피아(Olympia, 독일어: 올륌피아)라는 가명으로 매춘부의 일을 시작해야 했다. 매춘부와 같이 스스로의 성과 몸을 팔고 일정한 액수의 돈을 받아가는, 심신적으로도 해로운 직업을 선택했다는 것은 쿠셸의 자존감이 얼마나 결여되었는지, 사실상 성노예나 다름 없는 이런 직업까지 선택할 정도로 쿠셸이 얼마나 비참할 정도로 극한적인 상황에 몰렸었는지를 잘 드러내고 있다.
지하도시의 매음굴에서 몸을 팔면서까지 처절하게 생계를 이끌어가던 무렵 이때 쿠셸의 성을 한 고객 남성과 성관계를 가지게 되고 태아를 몸에 배어 뜻하지 않는 임신을 하게 된다. 쿠셸과 육체적인 관계를 나눈 남성이야 어디까지나 그의 성과 쾌락을 돈 주고 사가는 고객에 지나지 않았으니 임신할 가능성 같은 건 생각지도 않고 임신하기도 전에 떠났거나 쿠셸이 임신했다는 것을 알고 일이 커지기 전에 도망쳤거나 자기 때문에 임신하게 되어 인생이 더 괴로웠을 쿠셸을 무관심하게 떠나버린 것으로 보인다.
본인이 원하지 않고 고객이 임신시킨 태아였으므로 마음만 먹으면 얼마든지 낙태할 수 있었으나 쿠셸은 오히려 태아를 자신이 이런 괴로운 삶 속에서 버티고 살아가게 해 줄 원동력이자 이유로 생각하고 끝까지 낳을 것을 선택한다. 당시 쿠헬이 태아를 밴 환경이 다른 곳도 아닌 범죄가 판을 치고 위생도 최악을 달리는 지하도시임에도 기꺼이 출산, 혹은 죽음의 위험도 기꺼이 본인의 의지로 아이를 낳겠다는 선택을 한 것이다.
똑같은 시기 지하도시에서 절단마 케니로서 중앙 헌병만 100명 살해한 이름만 들어도 간담이 서늘해질 포악한 갱스터이자 연쇄 살인마로 악명을 떨치고 도시전설을 만든 오빠 케니 아커만과 수년 만에 재회했다. 수년 전에 생이별한 동생이 걱정되어 수소문을 거듭한 끝에 케니는 매음굴에서 성팔이를 하며 간신히 생계를 버티던 쿠헬과 재회하지만, 의도치 않게 고객이 뿌린 정자로 인해 태아를 임신했음을 알고 동생의 미래를 염려해 몇 번이고 낙태할 것을 제안했다. 하지만 끝까지 태아를 살려 두고 그 아이와 함께 살아가기로 쿠헬은 오라비가 무슨 말을 하든 거절했다. 결국 케니는 동생의 고집을 꺾는 걸 포기하고 그 후론 몇년 간 다시는 찾아오지 않았다.
몇개월이 지나 쿠헬은 혼자서 남자 갓난아기를 출산하고 그 아기의 이름을 리바이라고 이름 붙였다. 쿠헬은 사창가에서 제한된 인생을 살면서도 힘들게 낳은 리바이에게 애정과 헌신을 쏟아 부으며 문자나 소통 방법 등을 가르쳐 주며 교육했다. 리바이도 쿠헬을 몹시 사랑했으며 그에게는 항상 쿠헬의 가르침을 잘 따르며 아커만 모자끼리 극빈하지만 그럭저럭 나름의 행복한 생활을 꾸렸던 것으로 보인다. 그런데 생전에는 자신이 지닌 성씨인 아커만을 리바이에게 알리지 않았는데, 이를 보아 자신의 인생을 비참하게 만든 원흉인 아커만이라는 성씨 자체를 원망하거나 끔찍이 싫어했던 것으로 보인다. 결국에는 위생이 불량한 사창가에서 몸 버티지 못하고 지병을 앓게 된다. 나중에 오빠인 케니가 제 152대 왕이자 당대의 시조의 거인의 소유주인 우리 라이스로부터 신하가 되는 조건으로 아커만 일족에 대한 박해를 중단할 것을 약속 받은 뒤 쿠셸을 매춘부 인생에서 구해주려고 찾아왔지만 때는 이미 늦었으며, 쿠헬은 과거 어떤 얼굴을 지녔는지 상상도 못할 정도로 피골이 야위어 죽어 있었다. 케니는 비참할 정도로 야위어진 쿠헬의 몰골에 놀란 나머지 "이봐, 이봐, 이봐, 이봐, 이봐, 이봐, 이봐.  너 너무 비쩍 마른 것 같다... 쿠헬."이라고 묻지만, 이미 세상을 떠난 쿠헬은 아무 대답을 하지 않았다. 침대 바로 건너 밑에서 기아로 거의 굶어 죽어가던 쿠헬의 아들인 리바이가 나지막한 겨우 힘이 붙어 있는 목소리로 죽었다고 알려 준다.
이후 쿠셸의 아들인 리바이는 오라비이자 삼촌인 케니 아커만이 양육을 전담하게 된다.

## 기타
- 쿠헬 아커만의 매춘부 시절 가명 올랭피아는 1800년대인 프랑스에서 매춘을 직업으로 삼은 여성들 사이에서 특히나 많이 쓰여진 가명이었고 프랑스의 남류 화가 에두아르 마네의 작품 <올랭피아>라는 작품의 근원이 되기도 했다.
- 쿠헬이 올랭피아의 가명을 빌려쓴 이유는 아커만 일족이라는 낙인으로 중앙 헌병단과 사방 전체에게 박해를 당하며 굴곡진 삶을 살아야 했는데 각종 추악한 범죄가 우글거리는 지하도시에서 본명을 대었다간 사망할 확률이 높았던 것으로 보인다. 무엇보다 자신과 아들의 목숨을 염려해서 아들인 리바이에게 개인적으로 어떤 성이었는지 밝히지 않고 성씨 없이 '리바이'라고만 명명했다. 그래서 리바이는 쿠헬이 병사한 그 직후까지 자신의 본성이 '아커만'일 줄도 모르고 이름 자체가 '리바이'라고 생각했으며, 케니 아커만과 처음 만나고 너의 이름이 뭐냐고 질문 받자 "리바이.... 그냥 리바이..."라고 힘 없이 웅얼거리는 앙상한 목소리로 대답했다. 본인이 죽어서야 리바이가 자신의 성씨가 뭔지도 모른다는 것을 알게 된 오빠인 케니는 "알겠다, 쿠헬... (아커만이란 이름은) 어딜 가서 남들에게 떠들고 다닐 만한 이름도 못 되지."라고 중얼거리듯이 내뱉으며 아커만이란 이름 자체를 가증스럽게 생각했을 쿠헬의 마음을 이해했다. 그래서 쿠헬의 의지를 생각해서 리바이에게 성에 대해 알려 주지 않고 똑같이 되돌려서 "나는 케니... 그냥 케니다... 쿠셸과 나는 아는 사이였어. 잘 부탁한다."라고 성을 알리지않은 통성명을 했다. 그저 라이스 왕정의 추적으로부터 살아남기 위해서 가명을 사용한 것이 아니라 개인적으로도 자신의 삶을 비참한 나락으로 빠뜨리는 데 큰 영향을 미친 아커만이란 성 자체를 증오한 것으로 보인다.
- 살아생전에는 아커만의 성씨를 갖고 태어났다는 것만으로 안팎 낙인이 찍혀 어디에도 정착하지 못하고 끝내 정착한 곳인 사창가에서 하고 싶지도 않았던 매춘부의 비참한 삶을 살다 죽은 불쌍하고 안타까운 생애를 살다 간 인물이다. 아커만 일족 종가(宗家)의 직계 후손인데도 머나먼 종친인 미카사와 친오빠 케니, 아들인 리바이와 다르게 숨겨진 권능을 끝까지 각성하지 못했다.
- 미카사 아커만의 아버지처럼 평생 일반 '위미르의 백성'과 다름 없는 상태로 살았었다. 각자의 힘을 각성할 계기와 명분, 환경이 구체적으로 잘 갖추어졌던 세 사람에 비해 쿠헬은 암울한 상황 속에서 스스로 강해져 외적 폭력에 맞서 싸울 '확실한 동기나 계기, 목적 의식'을 가질 만큼 독하고 직선적인 성격이 아니었다. 분가 쪽의 먼 친척인 미카사의 아버지처럼 외압과 폭력에 굴종하지 않고 당당하게 싸우는 전투적인 성격과는 거리가 먼 온화하고 부드러운 성향이었기에 각성할 수 없었던 것으로 보인다. 만일 쿠헬도 각오와 투지를 제대로 독하게 잡고 아커만 일족에게 대대로 유전되어 전해진 '거인의 힘'을 각성했더라면 직업상 타인에게 우선적으로 순종해야 하는 매춘부의 비참한 삶을 살지 않고 살아남기 위해 폭력을 쓰면서 살다가, 케니나 리바이, 미카사처럼 엄청난 악명을 자자하는 인간흉기급 전투력으로 어두운 뒷세계에서 굉장히 유명한 생존형 범죄자가 되었을지도 모를 일이다.
- 쿠헬 아커만은 아커만 일족이 수백년 동안 받아온 부당한 박해와 폭력, 차별의 상징인데, 가까운 혈육인 손위 형제 케니와 아들 리바이의 언급과 회상으로만 빠르게 지나가듯이 짤막하게 인생이 묘사되고 그의 시점에서 제대로 된 포커스가 맞추어져 있지 않아서 모습만 빼고는 성우와 대사 단 한 마디도 없다. 그저 지나가던 단역 이하의 비중밖에 안 되는 주변인물이라서 구체적으로는 어떤 인물인지는 볼 수 없지만, 아커만 일가에서 스스로의 의지로 가출한 후 다시는 일가로 돌아가지 않고 살아남기 위해 강제로 매춘을 선택해야 한 극단적인 상황에서 본의 아니게 성매매를 당해 태아를 회임하게 되었는데도 임신시킨 고객이나 태아를 원망하거나 낙태하기는커녕 낳을 생각만 한 것만 봐도 나름 대로의 행복과 생존 방식을 쫓은 끈덕진 인물인 듯하다. 리바이를 자신만의 유일하고 소중한 행복이자 보물처럼 여기며 질 나쁜 인간들이 모이기 쉬운 사창가에서도 말하기와 글 쓰기도 가르쳐 주고 자상하고 온화한 부모처럼 사랑과 정성을 듬뿍 쏟아부은 듯하다.
- 이를 증명하듯 리바이는 자신을 힘들게 낳고 키우느라 수많은 고통을 홀로 짊다가 끝내 위생병으로 잔인한 생을 마감한 쿠헬 아커만을 매우 사랑하고 그리워한다. 항상 타인에게 거침 없이 험한 말을 쏟고 상급자한테도 존댓말을 거르는 리바이가 유일하게 존댓말을 사용하며, 케니와의 최후의 대화에서 쿠헬을 '어머니 (母さん, 카상)'라고 존대하고 있다는 것만 봐도 쿠헬을 향한 효심과 애정이 깊다는 증거이다. 쿠헬이 기아와 병세 악화로 사망하여 사별했을 때 가장 가까웠던 사랑하는 가족을 잃은 슬픔과 그리움을 못 헤어나와 쿠헬이 입었던 레이스 블라우스를 따라 입기도 하였다. 트로스트 구의 거리를 지나가다 시비 거는 군중 속에 갓난아이를 안은 채 조사병단을 불신하는 눈빛으로 쏘아보던 한 가난한 여성을 보고 과거 사창가에서 끈질기게 살았었던 쿠헬과 자신을 떠올리며 잠시나마 고뇌했다. 이후 쿠데타의 성공으로 방벽이 번영의 활기를 되찾고 월 마리아 최종 탈환 작전으로 트로스트 구의 벽 위에서 또 다시 아이를 안은 여성과 눈이 닿았는데 적개심 가득 찬 눈빛과 달리 환한 운음을 피며 무사귀환을 기원하는 듯한 얼굴을 보고 미소를 짓기도 했다. 이사야마 하지메가 말하길, 쿠헬이 죽지 않고 살아 있었더라면 (그 때는 최소 50대 혹은 60대쯤) 리바이는 쿠헬을 효성스럽게 돌보며 부양하는 충실한 효자가 되었을 거라고 한다.